# Radar Doppler
Pour les articles homonymes, voir radar (homonymie) et Doppler.

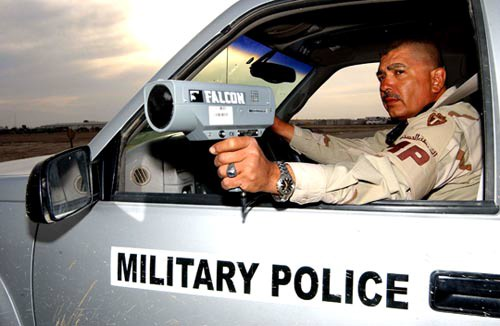
Policier militaire utilisant un radar routier qui est une application des radars Doppler.

Un radar Doppler est un radar qui utilise l'effet Doppler-Fizeau de l'écho réfléchi par une cible pour mesurer sa vitesse radiale. Le signal micro-onde — émis par l'antenne directionnelle du radar — est réfléchi par la cible et comparé en fréquence avec le signal original aller et retour. Il permet ainsi une mesure directe et extrêmement précise de la composante vitesse de la cible dans l'axe du faisceau. Les radars Doppler sont utilisés pour la défense aérienne, pour le contrôle du trafic aérien, pour la surveillance des satellites, pour le contrôle de vitesse sur route, en radiologie et dans les réseaux d'assainissement.
Les radars météorologiques récents calculent les vitesses des précipitations par la technique dite « Doppler pulsé », le système de traitement de données est un peu différent.  Aux États-Unis, le National Weather Service a tant utilisé le terme de « radar Doppler » pour décrire l'amélioration de son réseau NEXRAD que, dans l'esprit du public, ce nom a fini à tort par être synonyme de radar météorologique.

## Christian Doppler

Effet Doppler.

Le phénomène connu sous le nom d'effet Doppler a été appelé d'après le nom de Christian Andreas Doppler. Doppler était un physicien autrichien qui, le premier, décrivit en 1842 le décalage en fréquence de la lumière ou des sons en fonction de la vitesse relative entre la source et le capteur.
Ce phénomène est facilement identifiable dans la variation de la note du sifflet d'un train qui passe : la note du sifflet « monte » lorsque le train approche et « baisse » lorsqu'il s'éloigne. Pour expliquer cela, il faut savoir que le son est constitué par des oscillations qui atteignent notre oreille. Le nombre d'oscillations par seconde s'appelle la fréquence et plus la fréquence est élevée, plus la note est haute. Lorsque le train se rapproche, en raison de son déplacement vers nous (voir illustration ci-contre), la fréquence augmente et la note monte. Lorsque le train s'éloigne on observe le phénomène inverse.

## Description
Un radar Doppler est un radar qui produit, entre autres, une mesure de la vitesse. Il existe différents types de radars Doppler : pulsé cohérent, à ondes entretenues ou à modulation de fréquence. Le radar à ondes entretenues est un cas particulier qui ne peut fournir que des indications de vitesse. Les premiers radars Doppler étaient de ce type et ont conduit rapidement au développement de radars à modulation de fréquence qui, en faisant varier la fréquence de l'émetteur, permettent de déterminer la distance de la cible. Mais ces deux types de radars (à ondes entretenues et à modulation de fréquence) ne permettent de suivre qu'une seule cible à la fois ce qui limite leur usage. Avec l'arrivée des techniques numériques, le « radar Doppler pulsé » apparaît, et simultanément, les méthodes de calcul pour les radars pulsés cohérents.

## Principe de base
Un radar Doppler de base utilise l'effet Doppler-Fizeau de l'écho réfléchi par une cible pour mesurer sa vitesse radiale. Le signal micro-onde — émis par l'antenne directionnelle du radar à fréquence {\displaystyle F_{t}} — est réfléchi par la cible et comparé en fréquence avec le signal original aller et retour ({\displaystyle F_{r}} est la fréquence reçue). Il permet ainsi une mesure directe et extrêmement précise de la composante vitesse de la cible dans l'axe du faisceau. Une correction doit donc être appliqué pour obtenir sa vitesse réelle si l’opérateur connait l'angle de déplacement de la cible par rapport à la radiale au radar.
La formule de la fréquence reçue de la cible dépend de la vitesse de la lumière dans l'air (c’ légèrement plus faible que celui dans le vide) et v la vitesse de la cible  :
{\displaystyle F_{r}=F_{t}\left({\frac {1+v/{c'}}{1-v/c'}}\right)}
La variation Doppler est donc :
{\displaystyle F_{d}=F_{r}-F_{t}=2v{\frac {F_{t}}{(c'-v)}}}
Comme pour la gamme habituelles de cibles d'un radar, la vitesse est beaucoup plus petite que celle de la lumière ({\displaystyle \scriptstyle v\ll c}), il est possible de simplifier avec {\displaystyle \scriptstyle \left(c'-v\right)\rightarrow c'} :
{\displaystyle F_{d}\approx 2v{\frac {F_{t}}{c'}}}

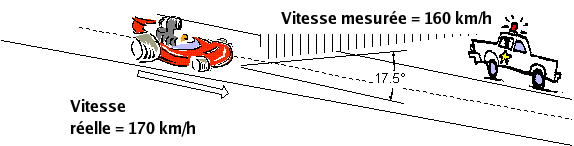
Radar Doppler routier qui mesure la vitesse relative de déplacement.

En combinant radar Doppler et radar pulsé on obtient une meilleure précision sur la vitesse et la position. Cette vitesse est appelée « portée-taux » et décrit la valeur de la vitesse radiale avec laquelle la cible s'approche ou fuit du radar. Ainsi, le signal émis par le radar routier vers la voiture dans la figure de droite est réfléchi avec une variation de fréquence qui dépend de la vitesse et de l'angle du radar par rapport à la cible, ici 160 km/h. Ce n'est cependant pas la vitesse réelle, 170 km/h, puisque que cet angle n'est pas zéro.
Il est à noter qu'une cible pour laquelle la vitesse est nulle réfléchit une fréquence qui est la même que celle de l'émetteur ce qui veut dire de deux choses l'une : que la cible a une vitesse réellement nulle ou qu'elle se déplace tangentiellement au faisceau radar. En effet, toute cible dont la trajectoire est à 90 degrés par rapport au faisceau radar ne change pas de position radiale par rapport au radar et donc ne peut pas être détectée par sa vitesse, uniquement par sa réflectivité conventionnelle.

## Histoire
Les radars en modulation de fréquence (FM) ont été ardemment développés au cours de la Seconde Guerre mondiale pour les besoins des avions de l'US Navy. La plupart opèrent en UHF (Ultra haute fréquence) et ont une antenne d'émission de type Yagi à bâbord et une antenne Yagi de réception à tribord. Ce système permettait aux bombardiers  de voler à la vitesse optimum vers leurs cibles. L'usage des radars FM a disparu avec l'apparition des magnétrons et l'utilisation des micro–ondes.
Quand les transformées de Fourier rapides ont été disponibles numériquement on les a immédiatement appliquées aux radars pulsés cohérents d'où on pouvait extraire les informations relatives à la vitesse. Très vite ces techniques ont été utilisées pour les radars météorologiques et pour le contrôle du trafic aérien. La vitesse était une information supplémentaire que les logiciels de poursuite pouvaient intégrer ce qui augmenta leurs performances. En raison de la faible fréquence de répétition des impulsions de la plupart des radars pulsés cohérents, le calcul de l'effet Doppler reste limité à des vitesses relativement faibles devant la fréquence de répétitions des impulsions. Ceci n'a aucune incidence sur les radars météorologiques.
Dès que les techniques numériques sont devenues disponibles, de nombreux radars spécialisés sont apparus. Les radars Doppler pulsés peuvent détecter des cibles à la fois à longue distance et à des vitesses rapides ; ils utilisent une fréquence d'impulsions élevée de l'ordre de 30 kHz. Cette fréquence permet la mesure de vitesses rapides et une bonne précision sur ces mesures. En principe, on a soit l'un, soit l'autre. Un radar conçu pour détecter des cibles entre zéro et Mach 2 n'a pas une bonne résolution en valeur de la vitesse, alors qu'un radar à haute résolution spatiale ne peut pas opérer à grande vitesse. C'est ainsi que les radars météorologiques ont une très bonne résolution de vitesse alors que les radars de la défense aérienne qui doivent pouvoir détecter des cibles dans une grande plage de vitesses n'ont des résolutions que de l'ordre de la dizaine de nœuds.
Les radars FM et à ondes entretenues des débuts avaient des antennes séparées pour l'émission et la réception. Il a fallu attendre l'arrivée des techniques à micro–ondes pour n'utiliser qu'une seule antenne. À la fin des années 60, les radars à antenne unique commencent à apparaître. Cela était rendu possible par l'utilisation de la polarisation circulaire et de guides d'ondes multiports opérant dans la bande X. Vers la fin des années 70, on passe à la polarisation linéaire et à l'utilisation de circulateurs à ferrite à la fois sur la bande X et sur la bande Ka. Les radars Doppler opèrent à une fréquence d'impulsions trop élevée pour utiliser des commutateurs émission–réception à gaz et doivent utiliser des dispositifs à semi-conducteurs pour protéger le récepteur à très faible bruit lorsque l'émetteur est en service.